# Pascal Lino
Pascal Lino (nascido em 13 de agosto de 1966) é um ex-ciclista francês que competia em provas tanto de pista, quanto de estrada.
Lino se tornou profissional em 1988 e é mais famoso por ser o portador da camisola amarela do Tour de France 1992 por onze dias, e terminou em quinto na classificação geral. Representou França nos Jogos Olímpicos de Verão de 1988 em Seul, competindo em duas provas de ciclismo de pista.